# Grândola, Vila Morena (single I de José Afonso)
"Grândola, Vila Morena" é um single de José Afonso, lançado em 1975 em Espanha.